# Ischnura forcipata
Ischnura forcipata – gatunek ważki z rodziny łątkowatych (Coenagrionidae). Występuje w Azji; stwierdzony w Iranie, Afganistanie, Pakistanie, Nepalu, północnych Indiach i Bangladeszu.